# Codi energètic de Califòrnia
El Codi energètic de Califòrnia (també titulat Normes d'eficiència energètica d'edificis per a edificis residencials i no residencials ), anomenat simplement Títol 24 a la indústria, és la sisena secció del Codi de normes d'edificació de Califòrnia. El codi va ser creat per la Comissió de Normes de Construcció de Califòrnia el 1978 en resposta a un mandat legislatiu per reduir el consum d'energia de Califòrnia. Aquestes normes s'actualitzen periòdicament per la Comissió d'Energia de Califòrnia. El codi inclou estàndards de conservació d'energia aplicables a la majoria dels edificis de Califòrnia.

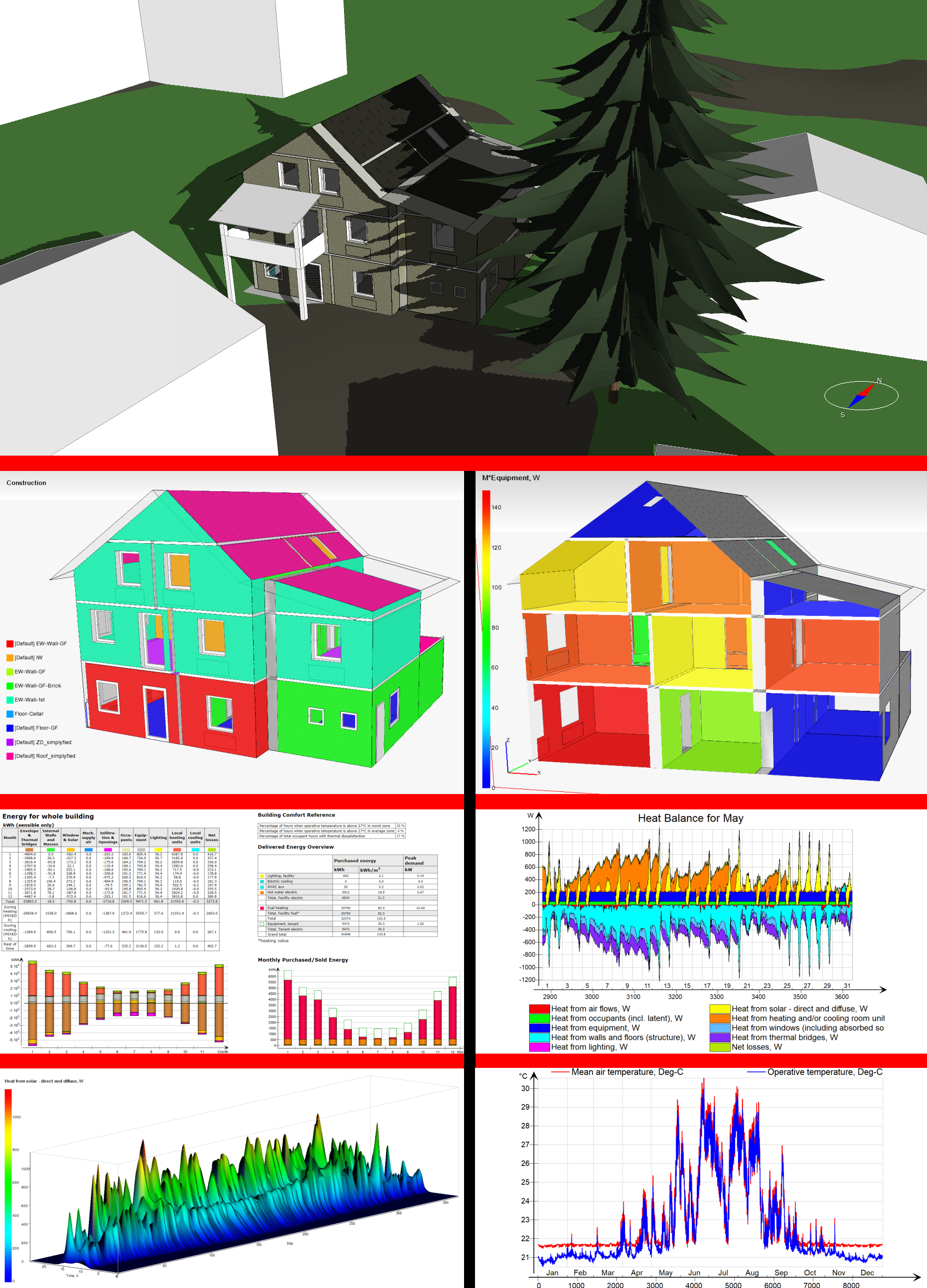
Model de simulació de rendiment de l'edifici amb entrada i alguna sortida resultant

L'objectiu del codi és avançar en la política energètica de l'estat, desenvolupar fonts d'energia renovables i preparar-se per a emergències energètiques. Un estudi de 2020 va trobar que el codi energètic de 1978 va reduir amb èxit el consum d'energia i que la implementació de la política va superar una prova de cost-benefici.

## Història
Califòrnia va ser el primer estat a implementar estàndards mínims d'eficiència energètica el 1974. Va ser el primer a establir una comissió de regulació energètica: la Comissió d'Energia de Califòrnia. Aquestes normes i codis estan en vigor des de 1974. Califòrnia té el consum d'energia per càpita més baix dels EUA.
Estructura
- Requisits obligatoris
- Normes de rendiment
- Normes prescriptives

Tots els edificis han de complir els requisits obligatoris. Els estàndards de rendiment varien segons la ubicació i el tipus de l'edifici.
Aquestes parts estan dissenyades per aconseguir el següent:
- Previsió de les necessitats energètiques futures
- Donar suport a la recerca energètica i tecnològica
- Desenvolupar recursos energètics renovables
- Desenvolupar combustibles i tecnologies de transport renovablesZones climàtiques a Califòrnia

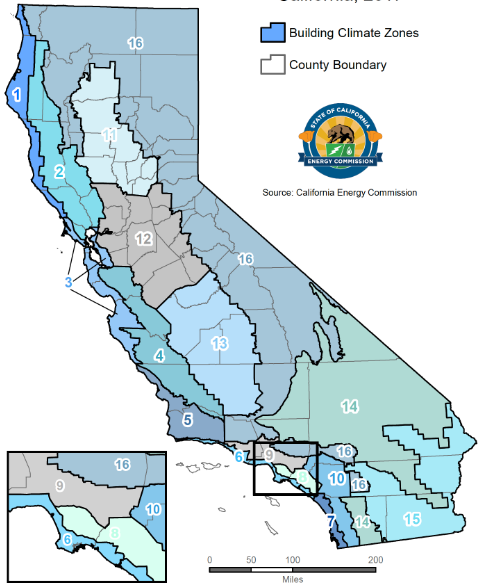
Zones climàtiques a Califòrnia

## Zones climàtiques
Els estàndards varien segons la zona climàtica. Califòrnia es divideix en 16 zones:
1. Arcata
2. Santa Rosa
3. Oakland
4. Sant Josep
5. Santa Maria
6. Torrance
7. San Diego
8. Fullerton
9. Burbank
10. Ribera
11. Red Bluff
12. Sacramento
13. Fresno
14. Palmdale
15. Palm Springs
16. Canó Blau

## Codi 2019
El Codi Energètic de Califòrnia de 2019 va entrar en vigor l'1 de gener de 2020. Se centra en àrees com ara sistemes fotovoltaics residencials, estàndards d'envoltant tèrmic i requisits d'il·luminació no residencial.
Les cases construïdes sota aquest codi són aproximadament un 53% més eficients energèticament que les construïdes per complir amb el Codi Energètic de 2016. Aquest codi proporciona un mercat per a tecnologies "intel·ligents".
El Codi de 2019 va afegir els requisits del sistema fotovoltaic per als edificis residencials de poca alçada. Les excepcions atorguen una reducció de mida per als sistemes fotovoltaics.